# Tiki-Toki
Tiki-Toki es un software en línea para crear líneas de tiempo interactivas. Tiene todo lo que un aspirante a creador de línea de tiempo podría necesitar. Además de los conceptos básicos, como el soporte para BC, amplias opciones de formato de fecha, búsqueda y filtrado integrados. Tiki-Toki Timeline Maker es el único creador que permite ver líneas de tiempo en 3D en Internet. Dispone de muchas opciones de personalización, acercar y alejar, ajustar el tamaño del panel, establecer su dirección en el tiempo etc. Además del texto, se pueden incluir imágenes, videos y audio en una línea de tiempo. 

## Historia
Tiki-Toki Timeline Maker fue lanzado en 2011 por la empresa de productos digitales con sede en Londres, Webalon Ltd.